# Islas Vírgenes Británicas en los Juegos Olímpicos de Sídney 2000
Las Islas Vírgenes Británicas estuvieron representadas en los Juegos Olímpicos de Sídney 2000 por un deportista masculino que compitió en atletismo.
El portador de la bandera en la ceremonia de apertura fue el atleta Keita Cline. El equipo olímpico virgenense británico no obtuvo ninguna medalla en estos Juegos.